# Vladislovas
Vladislovas ist ein litauischer männlicher Vorname, abgeleitet von Władysław.

## Namensträger
- Vladislovas III Varnietis (1424–1444), König von Polen, Ungarn und Kroatien
- Vladislovas II Vaza  (1595–1648),  König von Polen und Großfürst von Litauen.
- Vladislovas Česiūnas (1940–2023), Kanute

Zwischenname
- Virgilijus Vladislovas Bulovas (1939–2024),  Politiker, Innenminister und Vizeminister, Diplomat und Hochschullehrer